# Hidrostatički šok
Hidrostatički šok je teorija da val tlaka koji nastaje djelovanjem kinetičke energije projektila može pridonijeti onom učinku koji nastaje samim prodorom projektila u tkivo. Koncept potječe iz struke vojne kirurgije.